# Iryna Tsilyk
Iryna Tsílyk (en ucraniano: Іри́на Ці́лик; Kiev, 18 de noviembre de 1982) es una cineasta y escritora ucraniana, miembro de PEN International ucraniano. Ganó el "Premio a la dirección: Documental de cine mundial" por la película The Earth Is Blue as an Orange La Tierra es azul como una naranja en el Festival de Cine de Sundance 2020.

## Biografía
Iryna Tsílyk nació en Kiev. Se graduó cum laude en la Universidad Nacional de Teatro, Cinematografía y Televisión de Kiev. Empezó trabajando como asistente de producción de publicidad y ahora trabaja como directora en una industria cinematográfica.
Además, Tsílyk es autora de varios libros (poesía, prosa, libros para niños). Algunas de sus obras han sido traducidas al inglés, alemán, francés, polaco, lituano, checo, rumano, catalán, sueco; se presentaron en diferentes festivales y eventos literarios internacionales, como "Poesiefestival Berlin" 2017, Feria del Libro de Leipzig 2017, Feria del Libro de Frankfurt 2016, Lyrik für Alle“ (Babelsprech-conference, Salzburg 2016), Feria del Libro de Vilnius 2016, “Meridian Czernowitz ” (Ucrania, 2015-2016), Mes de lectura de autor (República Checa, Eslovaquia 2016), Festival literario internacional de Vilenica (Eslovenia 2008) y otros.
En noviembre de 2020 , el presidente de Ucrania, Volodymyr Zelensky, otorgó a Tsílyk el título de Artista Mérito de Ucrania. Rechazó el honor alegando que "recién comenzaba mi carrera como directora de cine" y consideró "inapropiado aceptar tales premios con un corazón ligero en tiempos de incertidumbre, cuando muchos de mis colegas de la comunidad cinematográfica se sintieron ofendidos por las acciones injustas". del actual gobierno ”.  Unos días después, el decreto que otorgaba el título a Tsílyk desapareció del sitio web oficial de la Oficina del Presidente de Ucrania.
Tsílyk vive en Kiev junto con su marido, el escritor Artem Chej, y su hijo Andrii.

## Películas
- Roca. Papel. Granada ("Я і Фелікс"; largometraje de ficción, 90', 2022).
- La tierra es azul como una naranja (Земля блакитна, ніби апельсин; documental, 74', 2020). La película tuvo su estreno mundial en el Festival de Cine de Sundance 2020 (Competencia mundial de documentales) y ganó el "Premio de dirección: Documental de cine mundial" allí. El estreno europeo de la película se llevó a cabo en el Festival Internacional de Cine de Berlín 2020 en el programa Generación. Además, la película obtuvo dos premios principales en Docudays UA International Human Rights Documentary Film Festival 2020 y fue seleccionada oficialmente para el Museo de Arte Moderno Doc Fortnight (EE. UU.), Festival Internacional de Documentales de Copenhague, Festival Internacional de Documentales de Canadá Hot Docs, Festival Internacional de Cine de Cleveland., Thessaloniki Documentary Festival, ZINEBI - Festival Internacional de Documentales y Cortometrajes de Bilbao, Institute of Contemporary Arts: Frames of Representation (Reino Unido) y más de 100 festivales internacionales de cine.

- Tayra ("Тайра"; cortometraje documental, 10', 2017) y Kid ("Малиш"; cortometraje documental, 15', 2017) para el cine-almanaque "Invisible Battalion".

- Hogar (Дім; cortometraje de ficción). 12', 2016. Premio FIPRESCI ( Federación Internacional de Críticos de Cine ) en el Festival Internacional de Cine de Odessa (Ucrania, 2016). La película se incluyó en el almanaque de cortometrajes "Ukrainian New Wave. 20/16+", que se distribuyó en 2016 en Ucrania.

- Conmemoración (Помин; cortometraje de ficción). 24', 2012. Premio del Jurado Ecuménico en el Festival Internacional de Cine Molodist. La película se incluyó en el almanaque de cortometrajes "Ukrainian New Wave". Romantigue", que se distribuyó en 2013 en Ucrania.

- Hora Azul (Вдосвіта; cortometraje de ficción). 10', 2008.

## Publicaciones

### Poesía
- Profundidad de campo (Глибина різкості; colección de poemas), 2016.[4]
- Tsi (Ці; colección de poemas), 2007.

### Prosa
- Red Marks on Black (Червоні на чорному сліди; colección de cuentos), 2015.
- Marcas de nacimiento (Родимки; colección de cuentos), 2013.
- Pasado ayer (Післявчора; novela), 2008.

### Libros para niños
- The City-tale of One's Friendship (МІСТОрія однієї дружби; novela de aventuras para niños), 2016.
- Una vida tan interesante (Таке цікаве життя; libro infantil), 2015.